# Euplectrus xanthovultus
Euplectrus xanthovultus är en stekelart som beskrevs av Wijesekara och Schauff 1994. Euplectrus xanthovultus ingår i släktet Euplectrus och familjen finglanssteklar.
Artens utbredningsområde är Sri Lanka. Inga underarter finns listade i Catalogue of Life.